# 冬木るりか
冬木 るりか（ふゆき るりか、8月5日 - ）は日本の漫画家。福岡県北九州市出身。血液型はB型。秋田書店の少女漫画誌で活動。

## 作品リスト
- 「愛の占いコミック」シリーズ
  - とまどいの星座宮（全1巻）
  - かがみの星座宮（全1巻）
  - 「アリーズ」単行本1巻に続編「あぶない星座宮」収録
- スプリンターは眠れない（全1巻）
- アリーズ（全20巻、文庫10巻）
- 妖怪狩り ゴースト・ハンターズ（全1巻）
- 蜃気楼伝説（全1巻）
  - 「通り過ぎた永遠」に続編「銀の月」収録
- ダークネス・ドール（全3巻）
- FINAL AGE（全3巻）
- メサイア・ハーフ（全5巻）
- 紅 クライシス・レッド（全5巻）
- DRUGGIST（全7巻）
- エキドナ（全5巻）
- アリーズ2〜蘇る星座宮〜（全10巻）
- アリーズZERO〜星の神話〜（『プリンセスGOLD』、全3巻）
- 砂漠の月に誘われ（『プリンセスGOLD』[1]、全1巻）

### 短編集
- ふりむいてサマーレイン
- ふたり迷宮
- 通り過ぎた永遠

### ハーレクイン
- 青きフィヨルド
- 御曹子の秘密
- 遠い絆
- 美しすぎる暗殺者_奪われた王冠 V
- 「光と闇のプリンス―失われた王冠」シリーズ
- シェフと泥棒
- 「ニローリ・ルールズ」シリーズ
- 億万長者の駆け引き
- 狂おしき復讐
- デザート・ローズをきみに
- いとしき悪魔のキス
- 「オリンポスの咎人 サビン」シリーズ
- シチリアの苦い果実
- 「モレッティ一族の呪い」シリーズ
- 再会は復讐のはじまり
- 砂漠にひそむ罠
- ベッドで過ごす一週間（原作：ケイト ヒューイット）
- 一夜の恋におびえて（原作：ケイト ヒューイット）
- 星と砂とシーク（原作：メリッサ・ジェイムズ[2]）